# VfR Mannheim
Verein für Rasenspiele Mannheim 1896 e. V., zkráceně VfR Mannheim, je německý sportovní klub, známý především jako fotbalový klub. Sídlí v městě Mannheim, kde hraje na fotbalovém stadionu Rhein-Neckar-Stadion. 
Fotbalový klub byl jednou mistrem Německa. Dnes hraje nižší soutěže.
Kromě fotbalu klub provozuje či provozoval i baseball, házenou, tenis a lakros.

## Historie
VfR Mannheim vznikl roku 1911 sloučením Mannheimer Fußball Gesellschaft 1896, Mannheimer VfB Union (do 1908 Fussball Gesellschaft Union 1897) a Mannheimer Fussball Club Viktoria 1897.
Roku 1925 tým vyhrál jihoněmeckou ligu, v play-off o titul mistra Německa ale vypadl v osmifinále.
Po reorganizaci německého fotbalu v roce 1933 hrál tým v Gaulize Baden, kterou vyhrál v letech 1935, 1938, 1939, 1943 a 1944. V play-off o titul mistra Německa se mu ale nedařilo.
Po válce hrál tým v Oberlize Jih. Roku 1949 skončil tým na 2. místě a kvalifikoval se tak do play-off o titul mistra Německa. Ve čtvrtfinále porazil Hamburger SV 5:0, v semifinále Kickers Offenbach 2:1 a ve finále hraném ve Stuttgartu porazil Borussii Dortmund 3:2 po prodloužení. Mannheim byl prvním mistrem, který jako trofej dostal Meisterschale, která se uděluje dodnes a nahradila původní Viktorii ztracenou na konci 2. světové války.
Další rok tým opět postoupil do play-off, kde opět porazil Borussii Dortmund v osmifinále, ale pak vypadl s Preussen Dellbrück ve čtvrtfinále.
Následoval výkonnostní sestup. Tým nikdy nehrál v 1. bundeslize založené roku 1963 a nehrává ani 2. bundesligu.

## Úspěchy
- Mistr Německa: 1949
- Jihoněmecké fotbalové mistrovství: 1925
- Gauliga Baden: 1935, 1938, 1939, 1943, 1944

### Ostatní sporty
- Mistr Německa v baseballu: 1965, 1966, 1970, 1983, 1992
- Mistr Německa v házené žen: 1939, 1941, 1972